# Negozio Olivetti (Parigi)
Il Negozio Olivetti di Parigi è stata un'architettura ubicata al 91 della rue du Faubourg St. Honoré, a pochi metri dal palazzo dell'Eliseo.
Fu realizzato nel 1959 da Franco Albini e poi modificato nel 1966 da Gae Aulenti.
Questo negozio insieme gli altri showroom dell'Olivetti sparsi per il mondo (come il negozio Olivetti di Venezia), con la loro raffinatezza e qualità architettonica, sono stati un modello di studio.

## Progetto di Franco Albini
Il primo progetto viene commissionato a Franco Albini, architetto che già aveva lavorato per la Olivetti, che crea un ambiente caldo e accogliente, in contrasto con la facciata esterna del palazzo, ed espone le macchine da scrivere su dei ripiani triangolari regolabili in altezza. 
L'intero negozio è visibile dall'esterno.
All'interno viene allestito anche un piccolo museo pubblico, con opere di Paul Klee, Marc Chagall, Giorgio Morandi, Mario Mafai, Ottone Rosai, Giorgio Morandi, Massimo Campigli.
Il negozio venne inaugurato l'8 aprile 1959 alla presenza di diverse personalità del governo e cultura francesi.